# مقاطعة دالام (تكساس)
مقاطعة دالام (بالإنجليزية: Dallam  County)‏ هي إحدى المقاطعات في ولاية تكساس، الولايات المتحدة الأمريكية، يبلغ عدد سكانها 6,703 نسمة طبقا لإحصاء عام 2010 .

موقع المقاطعة في ولاية تكساس